# Radio Prvi
Radio Prvi (tudi Prvi program Radia Slovenija) je radijski program Radia Slovenija, nacionalnega javnega radio servisa Republike Slovenije.
Je radio z najdaljšo zgodovino v današnji Sloveniji. Njegov predhodnik Radio Ljubljana je začel s poskusnim oddajanjem 1. septembra leta 1928 na valovni dolžini 566 m z močjo 2,5 kW. 
Program je zasnovan tako, da se hitro odzove na aktualne informacije. Je splošni politično informativni program, ki spremlja politiko, gospodarstvo, mednarodne odnose, kulturo in druga družbena dogajanja. Njegovo ogrodje so sprotna poročila ter predvsem razširjene mnenjske in analitične oddaje. Poleg tega seveda tudi servisne rubrike ter oddaje za slovenske izseljence, zdomce, kmetijce, upokojence, Rome in informacije v tujih jezikih ter razvedrilne oddaje.
Glasbo na Prvem programu posluša širok krog poslušalcev, prednost imajo slovenski glasbeni ustvarjalci. Prvi program ima tudi kulturno-umetniško vlogo z informacijami, radijskimi igrami, literarnimi večeri in nokturni.

## Wikipedija
19. novembra 2010 sta bila gosta v Nočnem obisku dva administratorja slovenske Wikipedije..